# Сосьва (Сєвероуральський міський округ)
Сосьва́ (рос. Сосьва) — селище у складі Сєвероуральського міського округу Свердловської області.
Населення — 229 осіб (2010, 385 у 2002).
Національний склад населення станом на 2002 рік: росіяни — 90 %.
Стара назва — Довга Паберега.